# رنگی تامپسون
رنگی تامپسون (انگلیسی: Rangi Thompson; ۳۱ مارس ۱۹۰۸ – ۱۵ دسامبر ۱۹۷۱) ورزشکار روئینگ اهل نیوزیلند بود.